# Daniel de Moscú
Daniil Aleksándrovich (en ruso Даниил Александрович), San Daniel de Moscú para la iglesia ortodoxa (1261 - 4 de marzo de 1303), fue el primer príncipe de Moscú. Era el hijo menor de Alejandro Nevski y de Aleksandra Briachislavna (Vassa, tras hacerse monja). 
Habiendo comenzado su carrera política como gobernante del débil principado de Moscú, Daniel estuvo involucrado en las luchas civiles entre sus hermanos mayores Andréi de Gorodéts y Dmitri de Pereslavl. La participación de Daniel en la lucha por conseguir la gobernación de Nóvgorod en 1296 demuestra que Moscú ganó influencia política durante su reinado. En 1301, encarceló al príncipe de Riazán por su intención de conquistar las tierras de Moscú en alianza con los tártaros. Para conseguir la libertad, el preso cedió a Daniel su fortaleza en Kolomna, posesión muy importante ya que garantizaba el control a lo largo del río Moscova. En 1302 su primo y aliado, Iván de Pereslavl, legó a Daniel todas sus tierras, incluyendo sus posesiones en Pereslavl-Zaleski.
Daniel de Moscú es conocido como un soberano sabio por su política de hacer paz entre los gobernantes de las tierras vecinas y adquisición pacífico de nuevas tierras para su propio principado.
Fundó los primeros monasterios de Moscú: de San Daniel y de la Epifanía del Señor. En uno de ellos llevó el resto de su vida, al tomar los hábitos. Reposó en paz en su celda el 4 de marzo de 1303. Sus reliquias fueron recuperadas incorruptas el 30 de agosto de 1652. El mismo año fue canonizado por la Iglesia Ortodoxa Rusa.

## Familia
Se casó con María. Tuvo seis hijos:
- Yuri de Moscú (1281 - 21 de septiembre de 1325).
- Alejandro Daniílovich (murió en otoño de 1308).
- Borís Daniílovich, Príncipe de Kostromá (murió en 1320).
- Afanasi Daniílovich, Príncipe de Nóvgorod (murió en 1322).
- Fedora Daniílovna. Se casó con Yaroslav Románovich, Príncipe de Riazán (murió en 1299).
- Iván I de Rusia, Kalitá (1288 – 31 de marzo de 1340).

| Predecesor: Borís Mijáilovich | Príncipe de Moscovia 1283-1303 | Sucesor: Yuri de Moscú |